# Cugnasco
Cugnasco (in dialetto ticinese Cügnasch) è una frazione di 2 902 (stato al 30.09.2017) abitanti del comune svizzero di Cugnasco-Gerra, nel Canton Ticino (distretto di Locarno).

## Geografia fisica
Cugnasco è posto a metà della strada cantonale tra Locarno e Bellinzona, sulla sponda destra del fiume Ticino, per beneficiare della massima quantità di sole. Il paese, che conservò per lungo tempo quasi intatta la tradizione pastorale e agricola, ha un'estensione notevole. Il paese ha davanti a sé una buona parte di terra pianeggiante, cioè le "monde" che si estendono sino al Ticino. Il grosso del territorio comprende il pendio montano bruscamente scosceso, più in basso coperto di boschi, e presso il paese occupato da vigneti. La maggior parte delle abitazioni sono ai piedi della montagna, sulla parte destra del corso fluviale del Riarena, fiume che scende direttamente dalla Cima dell'Uomo (2 390 m s.l.m.). Il canale, seppur ben arginato, straripò nel giugno del 1948, danneggiando le case sottostanti. Continuando a salire, si incontrano i "monti alti", dove i boschi terminano tra le pietraie delle cime scoscese, tra le quali il Sassariente (1 767 m s.l.m.).

## Origini del nome
Le origini del nome del comune di Cugnasco sono tuttora sconosciute, ma una delle possibilità fa pensare a cugn ("cuneo"), poiché la forma del territorio comunale ricorda vagamente un cuneo. Nelle pergamene ritrovate a Gordola è presente l'evoluzione del nome del comune con il passare degli anni, partendo da Cugnasco (1308), Cugniasco (1364), Cunyascho (1374), Gugiascho (1401), Cugniascho (1428), Gugniascho (1448). Da notare che la denominazione del comune ricorre spesso a nomi somiglianti alla parola cuneo, come anche nelle mappe prive di data rinvenute a Bignasco e a Minusio, con i nomi del comune di Cugnasco corrispondenti a Chigniolascio (Bignasco) e Cügniöö (Minusio).

## Storia
Cugnasco fu per molti secoli un luogo disabitato a causa delle continue inondazioni del fiume Ticino e della zona estremamente paludosa; erano pochi i pastori che si insediarono per primi nella zona, seguiti nel XIII-XIV secolo da immigrati della valle Verzasca. Il piccolo angolo di terra era segnato soltanto da strade, una delle quali, di grande importanza, era quella che da Locarno si estendeva sui monti evitando le fuoriuscite del fiume o del lago per proseguire ancora sino a Bellinzona. La strada serviva per il commercio e i traffici non solo per le due città, ma anche per paesi molto lontani. Spesso il commercio riguardava materiali come bronzo, ferro, stagno e rame; il bronzo veniva lavorato direttamente a Locarno, mentre altri materiali quali lo stagno, il rame e il ferro erano materie di scambio provenienti da civiltà all'infuori dell'Europa. La strada che attraversava Cugnasco non era che un tratto della via di comunicazione che collegava la Pianura Padana con la zona prealpina e, dall'apertura del passo del San Bernardino in poi (epoca romana), collegava tutte le strade al di là della barriera delle alpi.
Nel XV secolo a Cugnasco sorse un piccolo convento dell'ordine dei serviti, eretto in un luogo strategicamente protetto dalle acque del fiume. Il convento venne soppresso nel 1653 e i religiosi di Ditto e Curogna – le frazioni che all'epoca erano più popolate dello stesso Cugnasco – officiarono nella chiesa di Santa Maria delle Grazie; dopo lo spostamento dei religiosi, da Ditto e Curogna diverse persone scesero dalla collina per sistemarsi a Cugnasco.
Nel 1515 la frana detta buzza di Biasca si riversò sul piano di Magadino, travolgendo tutti i ponti che traversavano il fiume Ticino, lasciando le due rive prive di vie di comunicazione. Cugnasco di conseguenza divenne un importante porto fluviale, che collegò la sponda destra e quella sinistra del fiume per oltre due secoli.
Già comune autonomo che si estendeva per 17,1 km², il 21 aprile 2008 è stato accorpato all'altro comune soppresso di Gerra Verzasca per formare il comune di Cugnasco-Gerra, del quale Cugnasco è il capoluogo.

## Monumenti e luoghi d'interesse

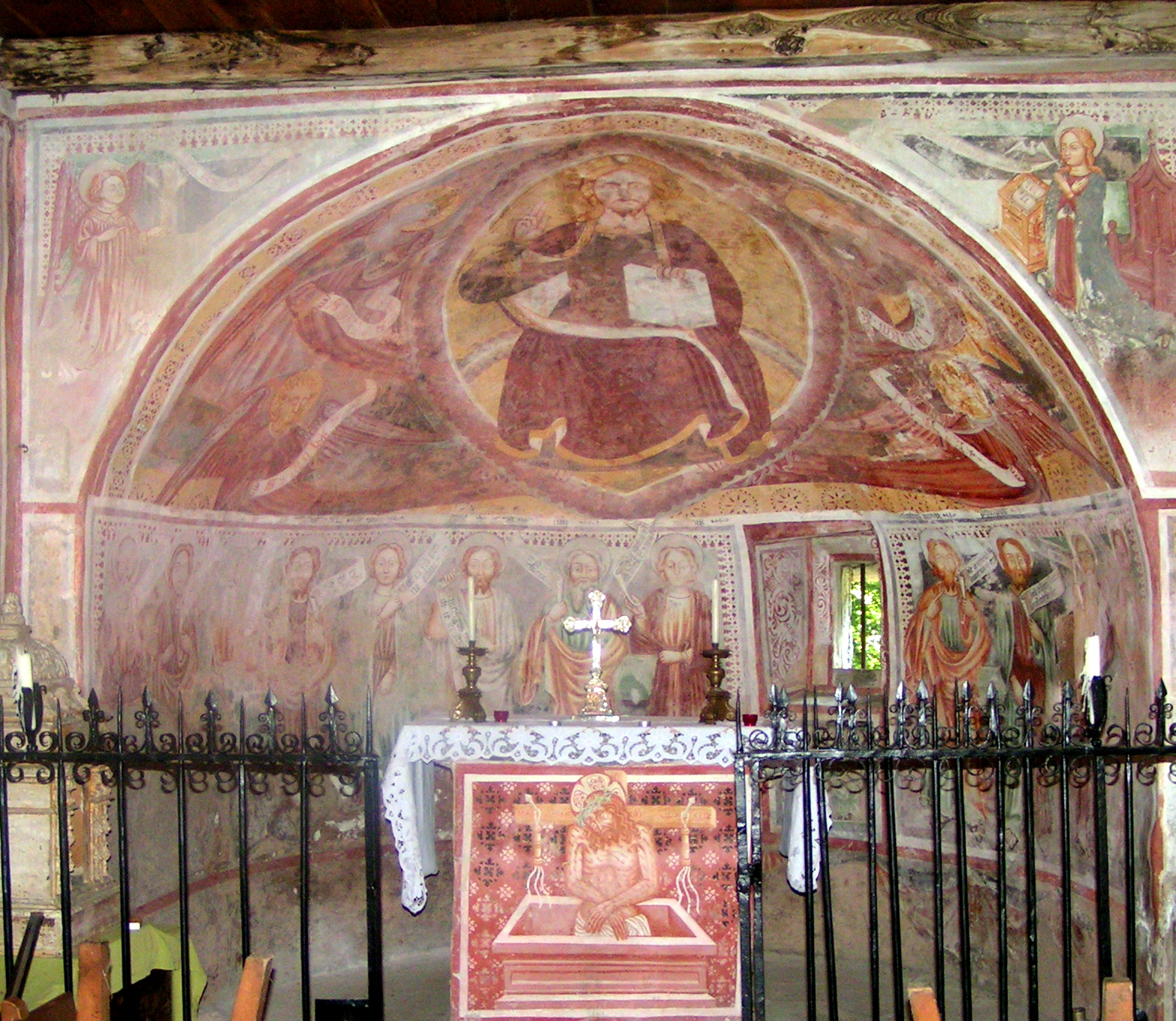
Affreschi medioevali del presbiterio della chiesa dei Santi Anna e Cristoforo

- Chiesa parrocchiale di san Giuseppe, ricostruita tra il 1635 e il 1664 in sostituzione di un edificio precedente[2];
- Ossario del 1750, ora adibito a camera ardente[senza fonte];
- Chiesa-oratorio di Santa Maria delle Grazie del XV secolo, attualmente monumento storico, ove si possono ammirare dei affreschi del XVI-XVII secolo[1];
- Chiesa-oratorio di san Martino in località Ditto, del XIV-XV secolo[1][2], ex parrocchiale[senza fonte];
- Chiesa dei Santi Anna e Cristoforo in località Curogna, del XIV-XV secolo[1][2];
- Croce di ferro infissa nel 1925 sul monte Sassariente, visibile da tutto il piano, da Bellinzona e Locarno[senza fonte].

## Società

### Evoluzione demografica
L'evoluzione demografica è riportata nella seguente tabella:
Abitanti censiti

## Geografia antropica
I gruppi di case sono sparpagliati sotto la strada cantonale, costruita tra il 1805 e il 1811 insieme al ponte che fa da ingresso al paese. Il cimitero e la chiesa, oggi affiancati da un parco giochi, sono situati in piena periferia, mentre se si prosegue la strada in direzione di Bellinzona ci si imbatte in altri gruppi di case, le località di Camarino e di Massarescio. Sul piano sorge la località di Boscioredo, mentre sul pendio sorgono altre casupole a Sciarana, Sciarana di Sopra, Pianrestello, Buco e Bosco, sparse sulla ripida collina in mezzo a vigneti di dimensioni notevoli. Ora parecchie case sono state costruite, dal tempo in cui gli unici abitanti erano pastori o contadini, ma le poche case antiche che sono rimaste illese sono ancora in ottimo stato, con muri di pietra decorati da affreschi, con vite che adorna i volti dei santi spesso raffigurati. Attaccate una all'altra le modeste casupole affiancate dalla stalla guardavano sulla piazzetta del paese, sulla quale una fontana spesso creava un ambiente caratteristico, oltre ad essere utile ad abbeverare i bovini.

## Amministrazione
Ogni famiglia originaria del luogo fa parte del cosiddetto comune patriziale e ha la responsabilità della manutenzione di ogni bene ricadente all'interno dei confini della frazione.